# Kujdańce (obwód tarnopolski)
Kujdańce (ukr. Ки́данці) – wieś na Ukrainie w rejonie tarnopolskim należącym do obwodu tarnopolskiego. 
W II Rzeczypospolitej wieś w powiecie zbaraskim województwa tarnopolskiego.
W latach 1943–1944 nacjonaliści ukraińscy z OUN-UPA zamordowali tutaj 11 Polaków.
Do 2020 w rejonie zbaraskim.